# Wyrzysk
Wyrzysk là một thị trấn thuộc huyện Pilski, tỉnh Wielkopolskie ở trung-tây Ba Lan. Thị trấn có diện tích 4 km². Đến ngày 1 tháng 1 năm 2011, dân số của thị trấn là 5232 người và mật độ 1270 người/km².